# Just Dance 2016
Just Dance 2016 är ett TV-spel utvecklat och publicerat av Ubisoft. Spelet visades 15 juni 2015 på E3:s presskonferens. Det släpptes i oktober 2015 till Playstation 3, Playstation 4, Wii, Wii U, Xbox 360, Xbox One.

## Spelupplägg

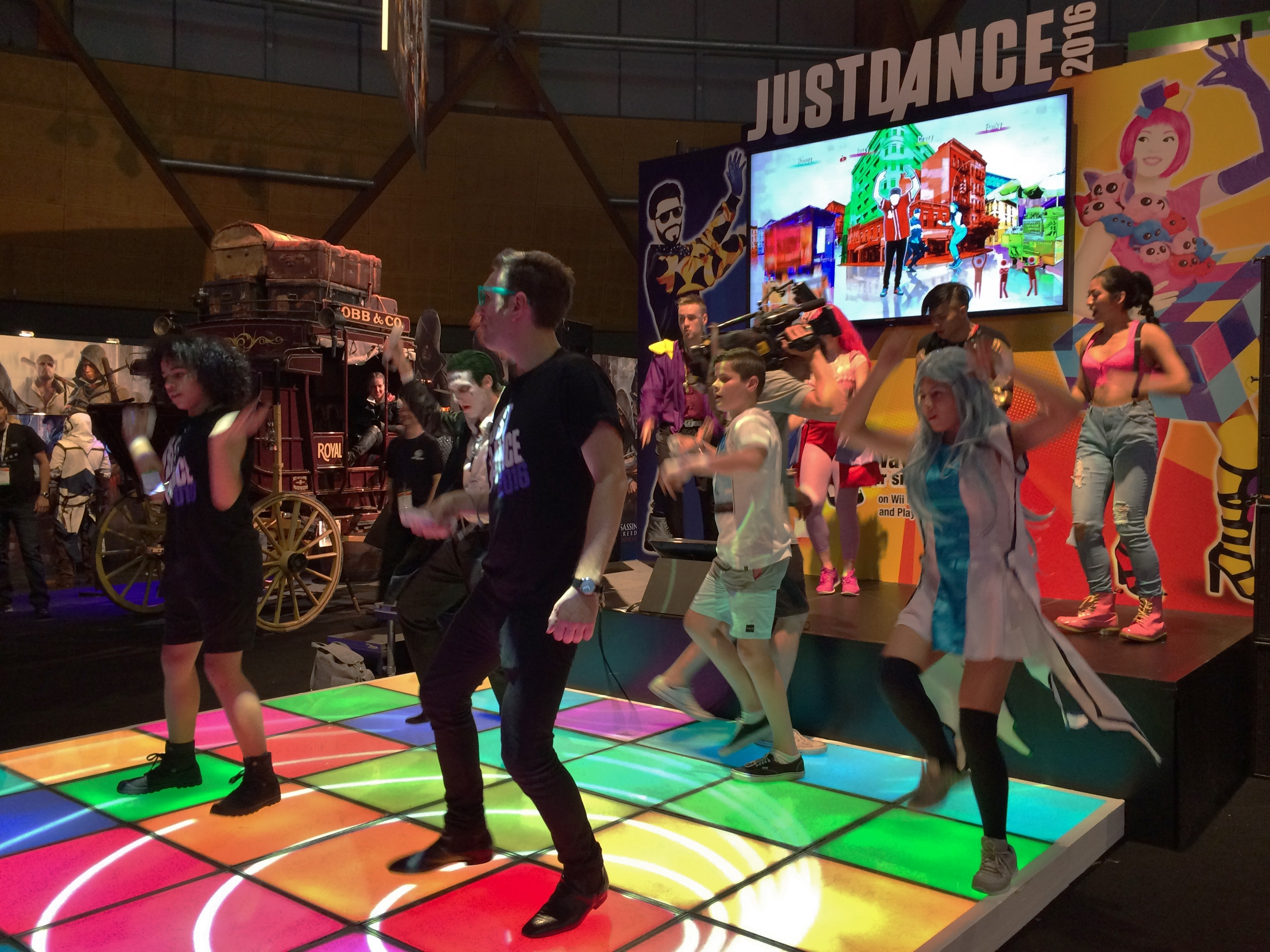
En grupp personer spelar Just Dance 2016 på mässan EB Games Expo 2015.

Nya funktioner i Just Dance 2016 är till exempel "Dance Party" som är ett spelarläge i Multiplayer där man tävlar mot varandra eller samarbetar, den spelas in och skickas till andra spelare och "Dance Quests". Versioner till åttonde generationens spelkonsoler har "Showtime", spelarna kan spela in sina munrörelser i musikvideor med tema av visuella effekter.

## Låtar
| Sång                               | Artist                                                      | År   |
| ---------------------------------- | ----------------------------------------------------------- | ---- |
| "All About That Bass"              | Meghan Trainor                                              | 2014 |
| "Animals"                          | Martin Garrix                                               | 2013 |
| "Balkan Blast Remix"               | Angry Birds                                                 | 2015 |
| "Blame"                            | Calvin Harris featuring John Newman                         | 2014 |
| "Born This Way"                    | Lady Gaga                                                   | 2011 |
| "Boys (Summertime Love)"           | The Lemon Cubes (Sabrina)                                   | 1987 |
| "Chiwawa"                          | Wanko Ni Mero Mero                                          | 2015 |
| "Circus"                           | Britney Spears                                              | 2008 |
| "Copacabana"                       | Frankie Bostello (Barry Manilow)                            | 1978 |
| "Cool for the Summer"              | Demi Lovato                                                 | 2015 |
| "Drop The Mambo"                   | Diva Carmina                                                | 2015 |
| "Fancy"                            | Iggy Azalea featuring Charli XCX                            | 2014 |
| "Fun"                              | Pitbull featuring Chris Brown                               | 2015 |
| "Gibberish"                        | MAX                                                         | 2015 |
| "Hangover (BaBaBa)"                | Buraka Som Sistema                                          | 2011 |
| "Heartbeat Song"                   | Kelly Clarkson                                              | 2015 |
| "Hey Mama"                         | David Guetta featuring Nicki Minaj, Bebe Rexha och Afrojack | 2015 |
| "Hit the Road Jack"                | Charles Percy (Ray Charles)                                 | 1961 |
| "I Gotta Feeling"                  | The Black Eyed Peas                                         | 2009 |
| "Ievan Polkka"                     | Hatsune Miku                                                | 2007 |
| "I'm an Albatraoz"                 | AronChupa                                                   | 2014 |
| "Irish Meadow Dance"               | O'Callaghan's Orchestra                                     | 2015 |
| "Junto A Ti"                       | Från Disneys Violetta                                       | 2012 |
| "Kaboom Pow"                       | Nikki Yanofsky                                              | 2015 |
| "Kool Kontact"                     | Glorious Black Belts                                        | 2015 |
| "Let's Groove"                     | Equinox Stars (Earth, Wind & Fire)                          | 1981 |
| "Lights"                           | Ellie Goulding                                              | 2011 |
| "No Control"                       | One Direction                                               | 2014 |
| "Rabiosa"                          | Shakira featuring El Cata                                   | 2011 |
| "Same Old Love"                    | Selena Gomez                                                | 2015 |
| "Stadium Flow"                     | Imposs                                                      | 2015 |
| "Stuck on a Feeling"               | Prince Royce                                                | 2014 |
| "Teacher"                          | Nick Jonas                                                  | 2014 |
| "The Choice Is Yours"              | Darius Dante Van Dijk                                       | 2015 |
| "These Boots Are Made for Walkin'" | The Girly Team (Nancy Sinatra)                              | 1966 |
| "This Is How We Do"                | Katy Perry                                                  | 2014 |
| "Under the Sea"                    | Från Disneys Den lilla sjöjungfrun                          | 1989 |
| "Uptown Funk"                      | Mark Ronson featuring Bruno Mars                            | 2014 |
| "Want to Want Me"                  | Jason Derulo                                                | 2015 |
| "When the Rain Begins to Fall"     | Sky Trucking (Jermaine Jackson och Pia Zadora)              | 1984 |
| "William Tell Overture"            | Rossini                                                     | 1828 |
| "You Never Can Tell"               | A. Caveman & The Backseats (Chuck Berry)                    | 1964 |
| "You're the One That I Want"       | Från filmen Grease                                          | 1978 |
| "Улыбайся"                         | IOWA                                                        | 2012 |

1. ↑  Exklusiv till Just Dance Unlimited utanför Ryssland

## Just Dance Unlimited
Versionerna till Playstation 4, Xbox One och Wii U har "Just Dance Unlimited", med nya låtar genom en prenumeration. Låtar från tidigare spel finns med.
| Sång                              | Artist                   | År   | Releasedatum     |
| --------------------------------- | ------------------------ | ---- | ---------------- |
| "Cheerleader (Felix Jaehn Remix)" | OMI                      | 2014 | 20 oktober 2015  |
| "Better When I'm Dancin'"         | Meghan Trainor           | 2015 | 25 november 2015 |
| "Shut Up and Dance"               | Walk the Moon            | 2014 | 20 januari 2016  |
| "Get Ugly"                        | Jason Derulo             | 2015 | 26 februari 2016 |
| "Taste the Feeling"               | Avicii vs. Conrad Sewell | 2016 | 10 mars 2016     |
| "Am I Wrong"                      | Nico & Vinz              | 2014 | 21 april 2016    |
| "Hold My Hand"                    | Jess Glynne              | 2015 | 19 maj 2016      |

## Priser/Nomineringar
| År   | Pris/Festival            | Kategori            | Resultat | Referenser |
| ---- | ------------------------ | ------------------- | -------- | ---------- |
| 2016 | 2016 Kids' Choice Awards | Favorite Video Game | Vann     | [ 6 ]      |